# فیلیپه لوئیس
فیلیپه لوئیس کاسمیرسکی (پرتغالی: Filipe Luís Kasmirski؛ زادهٔ ۹ اوت ۱۹۸۵) که با نام فلیپه لوئیس شناخته می‌شود، بازیکن بازنشسته فوتبال اهل برزیل است که در پست دفاع چپ بازی می‌کرد.
وی سابقه بازی در تیم‌های فیگیرنسه، رئال مادرید بی، دپورتیوو لاکرونیا، اتلتیکو مادرید و چلسی را در کارنامه دارد. او بیشتر دوران فوتبالی خود را در اتلتیکو مادرید گذراند جایی که ۲ مقطع در آن حدود ۲۴۰ بازی انجام داد و موفق به ثمر رساندن ۹ گل برای این تیم شد، وی همچنین سابقه قهرمانی با چلسی را در لیگ برتر انگلیس داراست.

## افتخارات
باشگاه فوتبال اتلتیکو مادرید:
قهرمانی لا لیگا ۲۰۱۳–۱۴
قهرمانی لیگ اروپا ۲۰۰۹
قهرمانیسوپرکاپ اروپا ۲۰۱۰
قهرمانیسوپرکاپ اروپا ۲۰۱۲
قهرمانیکوپا دل ری ۲۰۱۲-۱۳
 باشگاه فوتبال چلسی:
قهرمانی لیگ برتر انگلیس ۲۰۱۴-۱۵